# Rhaphidostichum chaetomitriopsis
Rhaphidostichum chaetomitriopsis là một loài Rêu trong họ Sematophyllaceae. Loài này được (Dixon) Touw miêu tả khoa học đầu tiên năm 1968.